# Sachiko Yoshihara
Sachiko Yoshihara (japanisch 吉原 幸子; geboren 28. Juni 1932 in Tokio; gestorben 28. November 2002) war eine japanische Dichterin.

## Leben und Wirken
Sachiko Yoshihara studierte französische Literatur der Universität Tokio. Sie interessierte sich seit der Mittelschule für Theater und gehörte der „Shiki Theatre Company“ (劇団四季) an. Nach der Geburt eines Kindes ließ sie sich scheiden und veröffentlichte in der Absicht, mit ihrer Vergangenheit abzuschließen, 1964 „Yōnen rentō“ (幼年連祷) – etwa „Litanei der Kindheit“, und „Natsu no haka“ (夏の墓) – „Grab im Sommer“. Sie drückte damit ihren Liebesschmerz aus, gewann für „Yōnen rentō“ den Murō-Saisei-Lyrikpreis.
Es folgten nach einer Pause „Ondine“ (1972), „Afternoon“ (1973), gefolgt von „Träume, beziehungsweise ...“ (1976) und „Nachtflug“ (1978), Werke, die die Essenz des Lebens erforschen, in denen über Tod und Träume nachgedacht wird. 1974 gewann Yoshihara den Takami-Jun-Preis für „Ondine“ und „Hirugao“. 1978 wurde sie an die University of Iowa eingeladen und blieb für vier Monate in den Vereinigten Staaten. 1983 leitete sie mit Kazue Shinkawa (1929–2024) die vierteljährlich erscheinende Poesiezeitschrift „La Mer“ (ラ・メール), die dann 1993 mit Band 40 beendet wurde. Während dieser Zeit ging sie auch aktiv der schriftstellerischen Tätigkeit nach.
Yoshihara fertigte eine Reihe von Übersetzungen an, so von Andersen, Antonia Fraser oder Sylvia Plath.

## Werke
- „Ondine shishū“ (オンディーヌ 詩集) – „Gedichtsammlung Ondine“ 1972
- „Hirugao Yoshihara Sachiko shishū“ (昼顔 吉原幸子詩集) – „Zaunwinde – Yoshihara Sachiko Gedichtsammlung“ 1973
- „Yoshihara Sachiko shishū“ (吉原幸子詩集) – „Yoshihara Sachiko Gedichtsammlung“ 1973
- „Sakana-tachi inu-tachi shōjo-tachi Yoshihara Sachiko shishū“ (魚たち・犬たち・少女たち　吉原幸子詩集) – „Fische, Hunde, junge Mädchen – Yoshihara Sachiko Gedichtsammlung“ 1975
- „Yume aruiwa…… Yoshihara Sachiko shishū“ (夢あるいは…… 吉原幸子詩集) – „Träume, beziehungsweise ... Yoshihara Sachiko Gedichtsammlung“ 1976
- „Ningyō-girai“ (人形嫌い) – „Ich hasse Puppen“ 1976
- „Hana o taberu“ (花を食べる) – „Blumen essen“ 1977
- „Kumon no Sora“ (クモンの空) – „Quälender Himmel“ 1977
- „Shinsen Yoshihara Sachiko shishū“ (新選吉原幸子詩集) – „Neue Auswahl Yoshihara Sachiko Yoshihara Gedichtsammlung“ 1978
- „Yakan hikō Yoshihara Sachiko shishū“ (夜間飛行 吉原幸子詩集) – „Nachtflug, Yoshihara Sachiko Gedichtsammlung“ 1978
- „Yoshihara Sachiko zenshi“ (吉原幸子全詩) – „Yoshihara Sachiko Alle Gedichte“ in 2 Bänden 1981
- „Chidoria shi“ (ちどりあ詩) – „Chidoria Gedichte“ 1982
- „Koi-uta Yoshihara Sachiko shishū“ (恋唄 吉原幸子詩集) – „Liebesgedichte Yoshihara Sachiko Gedichtsammlung“ 1983
- „Yoshihara Sachiko taidan-shū – “ (吉原幸子対談集 女を生きる女たち) – „Yoshihara Sachiko Gespräche – Frauen, die als Frauen leben“ 1985
- „Yoshihara Sachiko taidan-shū – ima o habataku on'na-tachi“ (吉原幸子対談集 今をはばたく女たち) – „Yoshihara Sachiko Gespräche – Frauen fliegen heute“ 1988
- „Onna-tachi no renka ―― gendai uta de yomigaeru misohitomoji atsuki omoi“ (女たちの恋歌――現代詩で甦る三十一文字熱き思い) – „Frauenliebeslieder: Leidenschaftliche Gedanken, die in moderner Poesie mit 31 Silben wiederbelebt werden“
- „Burakkubādo o mita hi“ (ブラックバードを見た日) – „Der Tag, an dem ich die Amsel sah“ 1986
- „Ki-tachi neko-tachi kodomo-tachi“ (樹たち・猫たち・こどもたち) – „Bäume, Katzen, Kinder“ 1986
- „Manga Hyakunin Isshu“ (マンガ百人一首) – „Manga Hyakunin Isshu“ 1986
- „Shinpen hana no moto nite haru shishū“ (新編花のもとにて春 詩集) – „Neue Sammlung von Frühlingsgedichten unter Blumen“ 1988
- „Tori no densetsu“ (鳥の伝説) – „Legende der Vögel“ 1989
- „Hakkō“ (発光) – „Lumineszenz“ 1989